# Kuźma Sawczenko
Kuźma Diemjanowicz Sawczenko (ros. Кузьма Демьянович Савченко; ur. 13 lipca 1873 we wsi Giewino w guberni smoleńskiej, zm. 15 grudnia 1952 w Moskwie) – rosyjski działacz komunistyczny, radziecki działacz partyjny.

## Życiorys
W latach 1894–1901 i 1904–1905 służył w rosyjskiej armii, był podoficerem, w 1898 wstąpił do SDPRR, do 1919 był przewodniczącym Komitetu Miejskiego RKP(b) w Jegorjewsku. Od 1919 przewodniczący Komitetu Wykonawczego Pronskiej Rady Powiatowej (gubernia riazańska), potem do marca 1920 przewodniczący Prońskiego Powiatowego Komitetu RKP(b), od marca do lipca 1920 członek Prezydium Komitetu Wykonawczego Smoleńskiej Rady Gubernialnej. Od 5 lipca do 21 września 1920 przewodniczący Komitetu Wykonawczego Smoleńskiej Rady Gubernialnej, potem zastępca przewodniczącego tego komitetu, od kwietnia 1921 przewodniczący smoleńskiej gubernialnej komisji kontrolnej RKP(b), od 8 czerwca do 30 września 1922 p.o. przewodniczącego Komitetu Wykonawczego Smoleńskiej Rady Gubernialnej. Do 1924 kierownik smoleńskiego gubernialnego oddziału rolniczego, od 7 kwietnia 1924 do marca 1928 członek Kolegium Ludowego Komisariatu Rolnictwa RFSRR, 1928-1929 pełnomocnik Pticewodsojuza. Od grudnia 1928 do 1938 zastępca przewodniczącego Komisji ds. Polepszenia Życia Dzieci, od 1938 do stycznia 1940 inspektor Głównego Zarządu Zalesienia Ludowego Komisariatu Rolnictwa ZSRR, później członek Moskiewskiego Zarządu Ochrony Lasów i Zalesiania, następnie na emeryturze.
4 grudnia 1936 otrzymał tytuł Bohatera Pracy. Został pochowany na Cmentarzu Nowodziewiczym.